# Xenylla vilhenaorum
Xenylla vilhenaorum är en urinsektsart som beskrevs av da Gama 1966. Xenylla vilhenaorum ingår i släktet Xenylla och familjen Hypogastruridae. Inga underarter finns listade i Catalogue of Life.